# Tyromyces eberhardtii
Tyromyces eberhardtii är en svampart som först beskrevs av Narcisse Theophile Patouillard, och fick sitt nu gällande namn av Leif Ryvarden 1983. Tyromyces eberhardtii ingår i släktet Tyromyces och familjen Polyporaceae.   Inga underarter finns listade i Catalogue of Life.